# Müller Sándor (kémikus)
Müller Sándor (Arad, 1903. október 12. – Budapest, 1966. január 21.) Kossuth-díjas kémikus, a Magyar Tudományos Akadémia levelező tagja. Az elméleti szerves kémia hazai művelésének megindítója.

## Élete
Müller Alfréd és Márki Mária fiaként született. Nagyapja Márki Sándor (1853–1925) történész, akadémikus. Középiskolai tanulmányait a Kolozsvári Római Katolikus Főgimnáziumban végezte (1913–21), majd felvették az Eötvös Collegiumba és a budapesti Pázmány Péter Tudományegyetem természetrajz-vegytan szakára, itt szerzett tanári oklevelet (1926). Doktori disszertációját a budapesti József Műegyetem Szerves Kémiai Intézetében, Zemplén Géza professzor laboratóriumában készítette (1925–26). 1926–33 között több ízben volt hosszabb külföldi tanulmányúton német, angol és olasz egyetemeken (Berlin-Dahlem, Greifswald, Lipcse, London, Nápoly), ahol Hess, Helferich és Robertson professzorok munkatársa volt. A Tihanyi Magyar Biológiai Kutatóintézet kutatóvegyészeként (1928–36), a Balaton vizének vizsgálata mellett szénhidrátkémiai kutatásokkal is intenzíven foglalkozott kezdetben Zemplén Gézával együttműködve. 1936-tól a Chinoin Gyógyszer és Vegyészeti Gyár kutatóvegyésze, majd szakmai tanácsadója. 1941 és 1948 között az apósa tulajdonában lévő Krayer Lakk- és Festékgyár alkalmazásában is állt mint műszaki vezető. 1938-tól Széki Tibor professzor meghívására adjunktusi állást tölt be a Pázmány Péter Tudományegyetem Szerves és Gyógyszerészeti Kémiai Intézetében. 1940-ben magántanári képesítést szerez, 1943-ban nyilvános rendkívüli tanári kinevezést kap. Lényegében véve ő vezeti az intézeti szerves kémiai kutatásokat. Irányításával 1950-ig 27 doktori értekezés készült el. 1948-ban intézeti tanárrá, 1954-ben az elméleti szerves kémia professzorává nevezték ki. 1957 és 1965 között a Veszprémi Vegyipari Egyetem szerves kémiai tanszékét vezette másodállásban. 1946-ban az MTA levelező tagjává választották. 1953-ban Kossuth-díjat kapott. 1964-ben az Acta Chimica főszerkesztője lett. 1965 őszén megbízást kapott az MTA Sztereokémiai Kutatócsoportjának vezetésére, de ezt a feladatát súlyos betegsége miatt már nem tudta ellátni.

## Munkássága

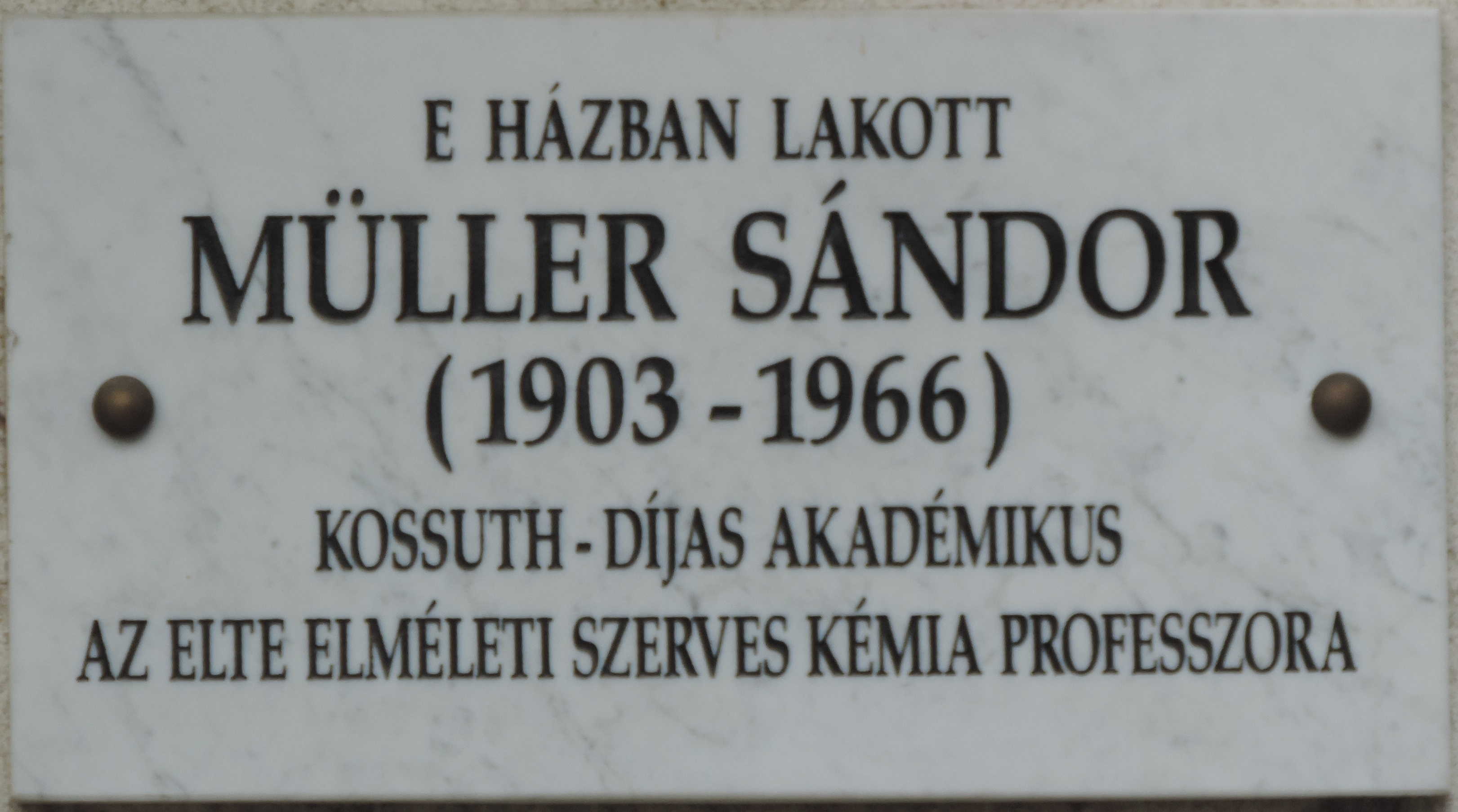
Müller Sándor emléktáblája egykori lakhelyén, a Pentelei Molnár utca 3. szám alatt

Zemplén Géza disszertánsaként új eljárást dolgozott ki a cellobióz Wohl-típusú lebontására (1925–26), amely később Zemplén-lebontás néven vált ismertté a szakirodalomban. A hidroxi-antrakinonok szintézisével és vizsgálatával kapcsolatban (1929–34) ő vezette be a magyar szakirodalomba az elektronképletek alkalmazását és a reakciók elektronelméleti értelmezését (1932–34). Cukor-epoxidok előállítására új szelektív módszereket dolgozott ki, majd vizsgálta és értelmezte reaktivitásukat (1930–41) és a kettős epimerizáció módszerével különleges szerkezetű cukrokhoz jutott el. Mindezek Müller legtöbbet idézett munkái. Legalaposabban kiművelt kutatási területe a propenil-oldalláncú fenoléterek (izohomogenol, izoeugenol, anetol) dimerizációjával, a dimerek szerkezetvizsgálatával kapcsolatos (1942–54). Az akkoriban szokásos vizsgálati módszerekkel, lebontás és szintézis útján sikerült munkatársaival felderítenie a dimerek konstitúcióját, illetve térszerkezetét és előállítania a természetes dimerek diasztereomerjeit is, térszerkezetük felismerésével egyetemben. Pályája alkonyán Müller Sándor figyelme a propenil-oldalláncú fenoléter-dimerekkel genetikus kapcsolatban álló heterociklusos vegyületek, az izobenzpiriliumsók kémiája felé fordult, vizsgálta szerkezetüket és értelmezte reaktivitásukat. 56 idegen nyelvű közleménye nagyrészt neves külföldi folyóiratokban jelent meg (Berichte, Journal of Organic Chemistry). Szívesen írt magyar folyóiratokba is, főleg egy-egy kutatási területét összefoglaló cikkeket. Magyar nyelvű cikkeinek száma 36. Magyarországon ő vezette be az egyetemi oktatásba az elméleti szerves kémiát (1936–37), a reakciók elektronelméleten és sztereokémián alapuló értelmezését. Speciális előadásaiban a szénhidrátok kémiájával és a szerves kémia kísérleti módszertanával is foglalkozott. Ipari tapasztalatai alapján részt vett a Mérnöki Továbbképző Intézet munkájában.

## Díjai, elismerései
- Kossuth-díj (1953)

## Főbb publikációi
- Eljárás kidolgozása a cellobiose lebontására (1926)
- Über Alizarin-glykosid und Alizarin-bioside (társszerző, 1929)
- Untersuchungen an partiell acylierten Zucker-alkoholen (társszerző, 1932–34)
- Die Waldensche Umkehrung in der Zucker-gruppe (társszerző ,1935–39)
- Über die Dimerisation des Isoeugenolmethyläthers (társszerző ,1942)
- Die Synthese des Diisohomogenols (társszerző ,1944)
- Dimeric Propenyl Phenol Ethers (társszerző ,1947–54)
- Untersuchungen an dimeren Propenylphenoläthers (1952)
- The reaction of 1-aryl-isobenzpyrilium salts with ammonia (1966–67)
- Lakkipari műgyanták (1946)
- A vegyérték a mai kémiában. Az atomkapcsolat a szerves kémiában (1948)
- Zur Schreibweise der organisch-chemischen  Strukturformeln (társszerző, 1963)